# (22453) Shibusawaeiichi
(22453) Shibusawaeiichi, désignation provisoire 1996 VC9, est un astéroïde de la ceinture principale découvert en 1996.

## Description
(22453) Shibusawaeiichi a été découvert le 7 novembre 1996 à l'observatoire de Kitami, situé à l'est d'Hokkaidō (Japon), par Kin Endate et Kazurō Watanabe.

### Caractéristiques orbitales
L'orbite de cet astéroïde est caractérisée par un demi-grand axe de 2,26 UA, un périhélie de 1,84 UA, une excentricité de 0,18 et une inclinaison de 6,97° par rapport à l'écliptique. Du fait de ces caractéristiques, à savoir un demi-grand axe compris entre 2 et 3,2 UA et un périhélie supérieur à 1,666 UA, il est classé, selon la JPL Small-Body Database, comme objet de la ceinture principale.

### Caractéristiques physiques
(22453) Shibusawaeiichi a une magnitude absolue (H) de 14,5 et un albédo estimé à 0,288.

## Étymologie
Cet astéroïde est nommé en l'honneur de Shibusawa Eiichi (1840–1931).